# Киндруин (правитель Пенгверна)
Киндруин (валл. Cyndrwyn; 535 или 580 — 620 или 633) — правитель территорий располагавшихся к востоку от Догвейлинга и Поуиса, именуемых Пенгверном. Ему дают прозвище "the Stubborn", что означает с английского языка буквально "упрямый", "упорный", "неподатливый".

## Биография

### Происхождение
Киндруину ошибочно приписывают прозвище "Fawr" ("Большой/Старший"), путая его с легендарной личностью Киндруином Фавром, который был сыном Альвреда, короля Корнуэлла, и у которого в свою очередь был сын Киндруин Фихан, что означает "Младший". Этот Киндруин Фавр отождествляется с Киндруином ап Эрмидом, у которого также был брат Гвин, чей отец был, возможно, Эрмид сын Эрбина ап Константина, правителя Думнонии, что в Корнуэлле. 
Родословная этого человека нигде не дана, но он был Лордом Трена, расположенным, вероятно, на полпути между Каэр-Легионом и рекой Северн. Расположение его земель указывает на то, что он был ещё одним сыном короля Кинана Гаруина, который, как и его брат Каделл, управлял только достоянием Поуиса. Кинан Гаруин был сыном Брохвайла, которого генеалогии знают как представителя династии Каделлингов, происходившего от некоего Селемиауна или же от Вортигерна. Однако в поэме, «Песнь о смерти Киндилана» (валл. Marwnad Cynddylan), даётся понять, что династия Каделлингов была соперницей династии Кинддилана, сына Киндруина. Киндруин же мог быть потомком Вортигерна.
По ещё одной версии Киндруин имеет отношение к династии правителей Догвейлинга. Его брат, Константин, не упоминается из числа детей Кинана Гаруина, правил в замке Каэр-Магнис (около совр. Кенчестера), а правитель Каэр-Луиткойта, Морвайл ап Гласт, тоже считается его родственником, якобы сыном, так как из числа детей Киндруина, имеется сын по имени Морфаел. Однако согласно Харлеанским генеалогиям, Морвайл из Каэр-Луиткойта, сын некоего Гласта. В Генеалогиях от Жезус Колледж, упоминается некий Глас, как сын Элнау, сына Догвайла, сына Кунедды. Если Гласт и Глас одна личность, то логично предположить, что Глас ап Элнау был современником другого правнука Кунедды - Майлгуна Высокого, который жил, примерно, с 480 по 547 год, что не соответствует годам жизни Киндруина, правителя Пенгверна. И всё же Киндилан, по-видимому, описывается как представитель Догвейлинга. Принадлежность Киндилана к этой династии указывается ссылками, в выше упомянутых поэмах, на подданных, которых автор, приветствует, через пролив Менай в кантреве Гвинеда - Кемаис и его столице, Аберфрау. Морвайла хвалят в «Марунад Киндилан» за его нападение на Каер-Луиткойт, а в "Плач Хелед" упоминается интересная фигура по имени Элван Поуис. Ни Киндилан, ни его отец, Киндруин, не фигурируют в традиционной родословной правителей Догвейлинга, однако Элван, возможно, под именем Элуда ап Гласа. Но если Элван был сыном Киндруина, то кто такой Глас? Ответ может заключаться в старинной родословной правителей Гластенинга. В нем говорится, что самыми ранними королями этого суб-королевства были Морвайл и его отец Гласт, который был «одним из тех, кто пришел в Гластеннинг из места под названием Луит-Койт». Мы уже видели, что брат Киндилана, Морвайл, был из Каэр-Луиткойта. Следовательно, может показаться, что отцом Киндилана, Элвана и Морвайла был Киндруин, чьим псевдонимом или прозвищем был Глас. Похоже что он был правителем Догвейлинга, который со своими сыновьями расширил свое государство, включив большую часть Средней Британии. Его сын Элуан даже захватил могущественное Королевство Поуис. Однако их господство было недолгим. Когда Освиу из Нортумбрии вторгся и почти уничтожил семью Киндруина, Каделлинги восстановили свою власть в Поуисе, и только Морвайлу удалось выжить и бежать в безопасное место.
По ещё одной версии, Киндруин, возможно, был сыном Оуайна ап Уриена, что хронологически удовлетворительно. Возможно, что его отец, Уриен воевал с Поуисом и захватил в плен короля Селива, в битве. Между тем ещё другая легенда ассоциировала Уриена со средним Уэльсом. В Лланстефан MS.56 стр. 1 Джоном Давидом Рисом (ум.1609?), мы находим:
C[astell] Tinbod a wnaeth Vryen Rheged 
 ‘Urien Rheged made Castell Tinbod’.
Имеется в виду замок Динбод, что недалеко от деревни Ллананно, в Майлиэниде, который упоминается у Тристфардда, барда Уриена..

### Правление
В 613 году он участвовал в составе объединённой армии бриттов в битве при Каэр-Легионе вместе со своим сыном Гвиауном, где они получили сокрушительное поражение от войск Нортумбрии и Мерсии. Множество знатных бриттов погибло тогда, Киндруин был в числе тех кто выжил. В том же году он и король Думнонии Бледрик ап Герайнт собрали войско и выступили против Англосаксов в битве при Бангор-ис-Койде, в которой бритты вновь были разгромлены. Король Думнонии пал в сражении, а Киндруин снова выжил. Считается, что в 613 году он стал править Пенгверном, которым ранее управлял, Маун, брат Кинана Гаруина, и таким образом, дядя Селива Боевого Змея. Он, вероятно, помог своему сыну Элвану узурпировать трон Поуиса. Таким образом, последний обнаруживается вторгающимся в традиционные родословные земли Поуиса.
Ни Киндилан, ни его отец Киндруин не фигурируют в традиционной родословной правителей Догвейлинга, однако Элван, возможно:"Элут ап Глас ап Элнау ап Догвайл".
После смерти Кндруина, а произошло это в 620 или 633 году, на престоле его сменил его сын Кинддилан.

### Семья
У Киндруина было 14 сыновей (Керфаел, Кинан, Киндилан, Кинон, Кинврайт, Элван, Гвеналогид, Гвион, Гвин, Хэрнллен, Хэддин, Морфаэл, Пасген и Риадаф) и 9 дочерей (Кейнфрид, Фреуер, Гвенддвин, Гуладис, Гуледир, Хеледд, Медлан, Медуил и Мейсир). Его внуком был святой Элхаэрн, чей отец Керфаел или Хигарфаел, был сыном Киндруина.